# Lobelia tibetica
Lobelia tibetica là loài thực vật có hoa trong họ Hoa chuông. Loài này được W.L.Cheng mô tả khoa học đầu tiên năm 1998.